# Książę wśród lilii
Książę wśród lilii – nazwa nadana datowanemu na XV wiek p.n.e. jednemu ze starożytnych minojskich fresków, odkrytych w pałacu w Knossos. Zarówno nazwa fresku, jak i znaczna część jego wyglądu, są wynikiem dosyć swobodnej współczesnej rekonstrukcji.
Fresk został odkryty w korytarzu procesyjnym pałacu w Knossos przez Arthura Evansa. Obecnie znajduje się w sali XVI Muzeum Archeologicznego w Heraklionie. Rekonstrukcji fragmentarycznie zachowanego malowidła dokonał Emile Gilliéron. Przedstawia ono młodą postać odzianą jedynie w przepaskę biodrową. Głowa, nogi i uda ukazana są z profilu, natomiast korpus od przodu. Długie, kręcone włosy postaci opadają na jej pierś i z tyłu głowy. Na szyi ma zawieszony naszyjnik, na głowie natomiast strojną koronę z lilii. Podczas rekonstrukcji archeolog popuścił jednak wodze fantazji i przedstawił postać w otoczeniu lilii oraz motyla (stąd nazwa fresku). Ponieważ pierwotne tło nie zawierało takich elementów, zostały one w późniejszym czasie usunięte.
Wątpliwości budzi płeć przedstawionej postaci, bowiem z oryginału poza koroną zachowały się tylko łydka, część uda, fragment klatki piersiowej ze zgiętą w łokciu prawą ręką i niewielka część bicepsa lewej ręki sugerująca, iż postać prowadziła za sobą jakieś zwierzę. Pozostałe części ciała, włącznie z twarzą, są hipotetyczną rekonstrukcją. Rekonstruktor odwzorował pogląd Evansa, którego zdaniem fresk przedstawiał minojskiego władcę w koronie. Jednak na sarkofagu z Hagia Triada podobne korony noszą kobiety, a nie mężczyźni.